# Charles Bury (1er comte de Charleville)
Charles William Bury (30 juin 1764 - 31 octobre 1835), est un propriétaire foncier, antiquaire et homme politique irlandais. Il est connu sous le nom de Lord Tullamore entre 1797 et 1800 et sous le nom de vicomte Charleville entre 1800 et 1806 puis comte de Charleville.

## Jeunesse et éducation
Il est le fils de John Bury, fils de William Bury et de Jane Moore, fille de John Moore, 1er baron Moore et sœur de Charles Moore, 1er comte de Charleville. Sa mère est Catherine Sadleir, fille de Francis Sadleir, de Sopwell Hall, comté de Tipperary. Son père hérite des domaines de Charleville à la mort de son oncle maternel, le comte de Charleville, en février 1764. Il est décédé en août de la même année, deux mois seulement après la naissance de son fils. La mère de Bury s'est remariée avec Henry Prittie (1er baron Dunalley) (Henry Prittie, 2e baron Dunalley est le demi-frère de Bury). Il fait ses études au Trinity College de Dublin .

## Carrière politique

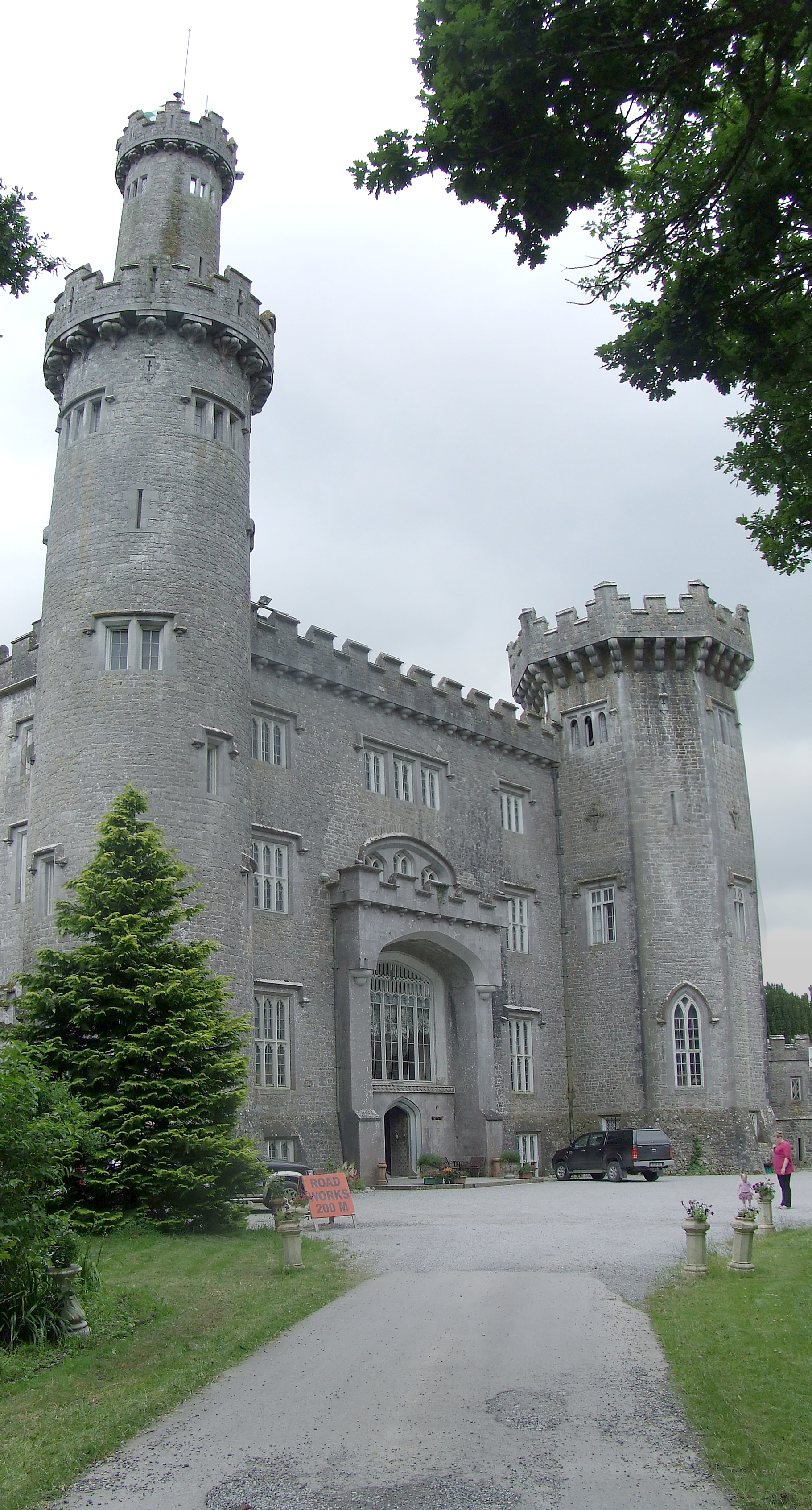
Château de Charleville, siège de Lord Charleville.

Il est élu au Parlement irlandais pour Kilmallock en janvier 1790, mais perd le siège en mai de la même année. Il est de nouveau élu pour Kilmallock en 1792 et conserve le siège jusqu'en 1797. Il est alors élevé à la pairie d'Irlande en tant que baron Tullamore, de la forêt de Charleville dans le comté de King. En 1798, il aide à réprimer la rébellion irlandaise et deux ans plus tard le titre de Charleville est recréé quand il est fait vicomte Charleville, de la forêt de Charleville dans le comté du roi, dans la pairie irlandaise.
En 1801, il est élu pair représentant irlandais (en remplacement de Lord Rossmore),. En 1806, il est créé comte de Charleville dans la pairie irlandaise, ravivant le titre qui s'était éteint à la mort sans enfant du frère de sa grand-mère.
Il est élu membre de la Royal Society en 1803 et de la Society of Antiquaries en 1814 et est président de l'Académie royale d'Irlande entre 1812 et 1822.

## Famille
Lord Charleville épouse Catherine Maria Dawson, fille de Thomas Townley Dawson et veuve de James Tisdall, en 1798. Il reconstruit le château de Charleville dans le style gothique et développe également la ville de Tullamore, dont il est le principal propriétaire. Il est décédé à Douvres, Kent, en octobre 1835, à l'âge de 71 ans, et son fils, Charles Bury (2e comte de Charleville) lui succède. La comtesse de Charleville est décédée à Cavendish Square, Londres, en février 1851, à l'âge de 88 ans.